# Robert Earl Jackson
Robert Earl Jackson, Jr. (* 1949) ist ein US-amerikanischer Astronom.

## Leben und Wirken
1970 erhielt Jackson den Bachelor of Science in Physik an der California State University, East Bay in Hayward und den Ph.D. 1982 an der University of California, Santa Cruz in Santa Cruz mit der Dissertation The anisotropy of the Hubble expansion (deutsch Die Anisotropie der Hubble-Konstante).

### Faber-Jackson-Beziehung
Die Faber-Jackson-Beziehung wurde 1976 von Jackson und der Astronomin Sandra Moore Faber beobachtet und wurde nach Faber und Jackson benannt. Sie ist ein Zusammenhang zwischen Leuchtkraft L und der Geschwindigkeitsdispersion {\displaystyle \sigma } in elliptischen Galaxien. Diese Beziehung ist nützlich bei der Schätzung der relativen Abstände von Galaxien, da aus den Sternbewegungen innerhalb der Galaxie deren absolute Größe bestimmt werden kann.